# Sidney Jones
James Sidney Jones, angleški skladatelj in dirigent, * 17. junij 1861, London, Anglija, † 29. januar 1946, London, Anglija.
Jones velja za skladatelja številnih glasbenih komedij, med katerimi izstopa muzikal v dveh dejanjih Gejša, krstno uprizorjen leta 1896 v Londonu. 
Pisal je tudi baletno glasbo.